# Istituto internazionale delle Nazioni Unite per la ricerca e la formazione del progresso delle donne
Dal 1979 l'Istituto internazionale delle Nazioni Unite per la ricerca e la formazione del progresso delle donne (United Nations International Research and Training Institute for the Advancement of Women o UN-INSTRAW) è il principale Istituto delle Nazioni Unite preposto alla ricerca, allo sviluppo delle capacità e delle competenze (cosiddetto capacity-development), alla gestione e formazione delle conoscenze (cosiddetto knowledge management) per raggiungere l'uguaglianza di genere e l'empowerment delle donne. Gli approcci partecipativi ed innovativi di quest'Istituto alla ricerca hanno prodotto dati di genere disaggregati ed esiti che sono serviti a migliorare la progettazione di programmi di formazione e sviluppo delle competenze, oltre che a potenziare le capacità delle parti interessate per indirizzare ed integrare efficacemente le prospettive di genere in tutte le politiche, i programmi ed i progetti in materia. UN-INSTRAW collabora con governi, con il Sistema delle Nazioni Unite, società civile ed il mondo accademico.
La direttrice esecutiva attuale è Carmen Moreno.

## Organizzazione
L'Istituto internazionale delle Nazioni Unite per la ricerca e la formazione del progresso delle donne è un organo sussidiario dell'Assemblea generale delle Nazioni Unite.
L'organismo in questione è stato istituito tramite il Consiglio economico e sociale delle Nazioni Unite (anche ECOSOC) su raccomandazione della Conferenza Mondiale sull'Anno Internazionale delle Donne (1975), tenutasi in Messico quello stesso anno.
INSTRAW è diventato operativo nel 1979. Dal 1983 i suoi uffici principali sono situati a Santo Domingo, ossia nel cuore della Repubblica Dominicana. L'attenzione dell'Istituto è puntata sul progresso delle donne attraverso ricerca e formazione. L'istituto è finanziato da conferimenti stanziati principalmente da organizzazioni governative e donatori privati.
Fin dalla suo avvio, UN-INSTRAW ha enfatizzato l'importanza di articolare l'ambito della ricerca, di strutturare misure per la gestione e la formazione di competenze e conoscenze (cosiddetto capacity-building) secondo un ciclo continuo di analisi, apprendimento e azione, così che la ricerca partecipativa aiuti a perpetuare il processo di creazione della conoscenza e l'elaborazione di programmi pratici, quanto la formulazione di politiche applicate. Attraverso i propri programmi di ricerca applicata, l'Istituto si propone di concepire politiche e i programmi specifici in un'ottica di genere (cosiddetti gender-responsive) sulla base di dati di ricerca concreti; dell'applicazione dell'esperienza acquisita, e la riproposizione delle migliori pratiche sperimentate e selezionate. Questo approccio consente la flessibilità necessaria per rispondere ad entrambe le sfide ed al contempo affrontare nuove questioni emergenti.
Nel corso degli anni, tra le attività di ricerca, UN-INSTRAW ha tracciato e sviluppato nuovi profili concettuali e metodi di ricerca per:
- misurare e valorizzare e stimare la produzione del lavoro domestico femminile, inclusa la sua rilevanza nell'ambito della contabilità nazionale;
- seguire il fenomeno delle migrazioni femminili, calcolare e confrontare le dimensioni delle rimesse di genere e l'impatto di queste sullo sviluppo locale e rurale;
- controllare l'accesso delle donne al credito ed alle provvigioni d'acqua in Africa, Asia e America Latina;
- valutare la misura della partecipazione politica femminile nei processi governativi a tutti i livelli: locale, nazionale, regionale e internazionale.

Molti degli studi condotti da UN-INSTRAW hanno evidenziato gli effetti della globalizzazione in atto come: fenomeni migratori; impatto delle modifiche delle politiche strutturali in relazione all'accesso delle donne al lavoro, al sistema sanitario ed educativo; violenza contro le donne come ostacolo allo sviluppo ed all'ottemperanza degli impegni internazionali come il rispetto della Convenzione sull'eliminazione di ogni forma di discriminazione della donna (CEDAW) o gli Obiettivi di sviluppo del Millennio (Millennium Development Goals o MDGs).
In passato, la formazione ed i programmi per ed i programmi dedicati al paradigma del capacity-building impostati in seno a UN-INSTRAW hanno evidenziato lo stato relativo a:
- la portata delle questioni genere e la partecipazione delle donne nella raccolta e nell'analisi di informazioni e statistiche considerato l'uso di nuove Tecnologie dell'Informazione e della Comunicazione (Information and Communication Technology, il cui acronimo è ICT);
- la gestione e la protezione dell'ambiente compreso l'approvvigionamento idrico nonché sanitario, altresì risparmio energetico nella forma di energie alternative e rinnovabili;
- la rappresentazione delle donne nei media e nella pubblicità.

## Attività
L'impegno attuale di UN-INSTRAW, nell'ambito della formazione e del capacity-building, si sta concentrando in particolare su:
- la partecipazione politica ed amministrativa delle donne e, quindi, sulla loro autorità a livello locale;

- la partecipazione delle donne nei processi di pace e sicurezza, inclusa la piena applicazione della Risoluzione 1325 adottata dal Consiglio di Sicurezza delle Nazioni Unite;

- altre questioni di genere applicate al fenomeno migratorio ed allo sviluppo socioeconomico delle donne.

Nel dicembre del 2003, INSTRAW ha avviato un processo di ristrutturazione istituzionale, concepito per: a) ricementare la fiducia sull'operato dell'Istituto e sulla sua capacità di mantenere e portare a termini gli obiettivi prefissati; b) restituire riconoscimento al valore del lavoro di ricerca e formazione portato avanti da INSTRAW sia all'interno del Sistema delle Nazioni Unite che, esternamente, attraverso programmi e risultati affidabili, innovativi e opportuni; c) stabilizzare e aumentare le risorse finanziarie dell'Istituto attraverso un fondo di sicurezza e finanziare extra-budget e la previsione di altre risorse; d) stipulare accordi di cooperazione con altri enti delle Nazioni Unite al fine di rafforzare la posizione dell'Istituto nell'ambito delle Nazioni Unite, partecipando alla coesione ed alla coerenza del sistema complessivo.
Tale processo di rinnovamento, anche alla luce del Quadro Strategico 2004-2007 di UN-INSTRAW, ha permesso di ottenere:
- un significativo e regolare aumento sia dei fondi di sicurezza che di quelli extra-budget, entrambi, poi, hanno toccato attualmente i livelli più alti mai raggiunti dalla nascita di UN-INSTRAW;
- lo sviluppo di strumenti di ricerca, knowledge management e capacity-building pionieristici nelle tre aree tematiche a cui si dedica l'Istituto (Genere, migrazione e sviluppo; Genere, pace e sicurezza;  Governance e partecipazione pubblica e politica delle donne);
- un significativo cambiamento della percezione e della visibilità globale di UN-INSTRAW ed il riconoscimento della sua azione attraverso la tessitura di alleanze strategiche ed una più massiccia presenza sui media;
- riconoscimento e congratulazioni - da parte degli Stati Membri del Consiglio economico e sociale delle Nazioni Unite (ECOSOC), dell'Assemblea Generale delle Nazioni Unite e di altri gruppi – per il progresso messo concretamente in atto dopo il piano di ristrutturazione del dicembre del 2003, contando anche una Risoluzione dell'ECOSOC (2007/37 del 27 luglio del 2007), adottata consensualmente, che ha promosso un ulteriore Quadro Strategico UN-INSTRAW 2008-2011 che ha portato a termine le priorità stabilite all'inizio del 2004, ossia l'intenzione di consolidare i programmi di ricerca e di formazione e di potenziare le competenze dell'Istituto in materia di creazione della conoscenza attraverso la produzione di contenuti unici, tutto ciò allo scopo di assicurare che i risultati dell'azione di UN-INSTRAW non smettano di avere un effettivo impatto sulla formulazione e l'applicazione di politiche e programmi internazionali.

In ogni settore del suo raggio di azione, UN-INSTRAW promuove un dialogo interattivo tra società civile, governi e organizzazioni internazionali attraverso la creazione di network e la continua diffusione di informazioni relative alle questioni di genere. L'Istituto ha creato networks,  gruppi di lavoro e comunità di professionisti e di soggetti interessati su varie questioni tra cui riforme di settore in merito a genere e sicurezza; all'eliminazione della violenza contro le donne; alla partecipazione pubblica e politica delle donne, alla situazione economica delle donne ed altre implicazioni.

## La Vision di UN-INSTRAW
UN-INSTRAW è leader nella pianificazione di azioni strategiche ed innovative che facciano la differenza nella vita delle donne.

## Comitato Esecutivo
UN-ISTRAW è guidato da un Comitato Esecutivo composto da dieci Stati Membri. Questi ultimi sono eletti dal Consiglio economico e sociale delle Nazioni Unite (ECOSOC) per un periodo di tre anni. Possono essere rieletti per un solo altro mandato. Il Direttore dell'Istituto, il Sottosegretario Generale per gli Affari Economici e Sociali, un rappresentante del Paese Ospitante (la Repubblica Dominicana) e un rappresentante per ognuna delle commissioni regionali dell'ECOSOC assistono come membri ex-officio del Comitato.
Il Comitato Esecutivo si incontra almeno una volta all'anno nella sede centrale delle Nazioni Unite a New York per:
- formulare principi, politiche e linee guida per il lavoro dell'Istituto;
- discutere e approvare il programma di lavoro e il budget dell'Istituto basati sulle raccomandazioni sottoposte ad esso dal Direttore;
- formulare raccomandazioni appropriate a proposito di operazioni dell'Istituto;
- vagliare metodi di per accrescere le risorse finanziarie dell'Istituto per garantire l'effettività delle sue future operazioni;
- riferire periodicamente all'ECOSOC e, quando verrà ritenuto opportuno, all'Assemblea Generale delle Nazioni Unite.

## Programmi

### Programma UN-INSTRAW Genere Pace e Sicurezza
La violenza contro le donne continua ad essere una minaccia globale alla sicurezza. Nei conflitti armati contemporanei, più del 70% tra morti e feriti civili sono donne e bambini, comunque, piuttosto che raffigurare le donne come vittime indifese di guerre e violenze, è essenziale riconoscere i diversi ruoli che le donne stesse rivestono negli eventi che conducono al conflitto e alla pace. Ciò nonostante le donne rimangono sottorappresentate nelle posizioni di maturazione ed assunzione delle decisioni nell'ambito della prevenzione e risoluzione dei conflitti, mantenimento della pace (o peacekeeping) e consolidamento della pace (o peacebuilding). La pace sostenibile è praticabile solamente quando i diritti delle donne sono tenuti in conto e quando le donne stesse sono egualmente partecipi, a tutti i livelli, alla risoluzione del conflitto, alla negoziazione ed ai processi di pace.
La finalità di questo programma - Genere, pace e sicurezza (o GPS, Gender Peace Security Programm) -  è quella di promuovere l'uguaglianza di genere e la partecipazione piena e paritaria delle donne anche nella fase della ricostruzione post-conflitto e nell'ambito della riforma sulla sicurezza delle istituzioni. Questo programma, inoltre e per il raggiungimento dei propri fini, prevede lo svolgimento di ricerche applicate, servizi per la condivisione di informazioni e supporta la formazione ed il potenziamento di competenze nello sforzo di progredire nell'estensione dell'uguaglianza di genere e nell'ideazione e nell'applicazione di politiche gender-responsive sempre più numerose. Il programma GPS, dunque, immagina e prevede pace inclusiva e sicurezza umanitaria per tutte le donne, gli uomini, le ragazze ed i ragazzi.

### Programma UN-INSTRAW Genere, migrazione e sviluppo
Il fenomeno migratorio femminile è diventato una strategia di sopravvivenza per molte famiglie povere o di medio reddito del Sud del mondo. Se da un lato la proporzione di donne migranti non è mutato significativamente negli ultimi decenni (47% nel 1960 comparato al corrente 49%), la femminilizzazione delle migrazioni descrive con maggiore precisione il cambiamento di circostanze che muovono lo spostamento delle donne, passando da mogli e figlie dipendenti a principale sostegno economico della famiglia a capi famiglia di nuclei domestici transnazionali. L'ottica di genere, come impalcatura sociale che organizza le relazioni tra donne e uomini è l'aspetto centrale del processo migratorio. Le strutture sociali di genere creano opportunità migratorie variabili per donne e uomini migranti, differenziando le loro esperienze nei paesi di destinazione e rispetto alla relazione che essi mantengono con il loro paese d'origine. La mancanza di dati e analisi di genere disaggregati sul ruolo delle donne nel fenomeno migratorio ed il conseguente deficit di politiche relative sensibili all'ottica ed allo sviluppo di genere si traduce in limitazioni e barriere all'accesso per le donne all'informazione ed alle risorse finanziarie che permetterebbero loro di massimizzare i benefici del contributo e del lavoro che svolgono quali attori del processo migratorio.

### Programma UN-INSTRAW Genere, Governance e Partecipazione politica delle Donne
Se da un lato la percentuale di posti parlamentari detenuti dalle donne hanno raggiunto lo storico picco del 18% nel 2008, dall'altro la rappresentazione politica delle donne sia nelle alte come nelle basse cariche di governo è ancora significativamente più basso rispetto a quella maschile in molte nazioni e regioni del mondo. Una percentuale del 18% è, poi, ancora molto lontana dal raggiungimento del 30% che è considerato lo standard minimo necessario per assicurare una solida massa critica di donne che possa influenzare il processo decisionale e le agende politiche.
Malgrado le iniziative e le strategie globali, nazionali, locali una forma di resistenza contro l'avanzamento delle donne - in posizioni di potere e nei campi tradizionalmente di dominio maschile come i processi decisionali – persiste.

### Programma UN-INSTRAW Capacity Building – Sviluppo e potenziamento di capacità, competenze e conoscenza
Come Istituto guida delle Nazioni Unite nell'ambito della ricerca, della formazione e della gestione e consolidamento delle competenze delle conoscenze per raggiungere l'eguaglianza di genere e l'avanzamento delle donne,Un-INSTRAW lavora in partnership con governi, il Sistema delle Nazioni Unite, la società civile ed il mondo accademico per rafforzare capacità e per indirizzare e integrare efficacemente l'ottica di genere a in tutte le politiche, i programmi ed i progetti internazionali. Per UN-INSTRAW – come per altre agenzie delle Nazioni Unite – il processo di capacity building implica l'elaborazione integrale ed il consolidamento di abilità da aggiungere alle competenze già esistenti, così che individui, organizzazioni e società possano collocare direttamente tali capacità in attività che realizzino i loro obiettivi di sviluppo.